# الدورة (لبنان)
الدورة أيضًا دورا، هي إحدى ضواحي شمال شرق بيروت في قضاء المتن في محافظة جبل لبنان. تضم الضاحية مناطق تجارية وسكنية. الدورة تابعة لبلدية برج حمود.

## تاريخ
خلال الحرب الأهلية اللبنانية، أصبحت الدورة تحت سيطرة القوات اللبنانية. في أوائل نيسان/أبريل 1989، اندلع حريق هائل في مستودع للوقود في الدورة. وسمع صوت انفجار إحدى اسطوانات الغاز السائل 40 كم في صيدا.

## التركيبة السكانية
الدورة هي ضاحية ذات أغلبية مسيحية في بيروت، لكن اللبنانيين من الديانات الأخرى يعتبرون الضاحية موطنهم أيضًا. كما يعيش العمال الأجانب، وخاصة المصريين والعراقيين والسريلانكيين، في الدورة بسبب انخفاض تكلفة الإيجارات المتاحة.

## اقتصاد
الدورة هي واحدة من أكثر ضواحي بيروت ازدحاما حيث يوجد في الضاحية العديد من الشركات والمصانع. مركز الدورة التجاري هو مؤسسة تجارية متعددة الاستخدامات وأحد أكبر مراكز التسوق في لبنان، سيتي مول، الذي كان يضم في السابق فرعًا لسلسلة هايبر ماركت أوروبية عملاقة مقرها في فرنسا، تسمى الآن: تي اس سي ميجا. (بالإنجليزية: TSC Mega). يستضيف المركز أيضًا مدينة السينما، وهي عبارة عن مجمع يضم تسع شاشات يضم 1789 مقعدًا مرتبة حول ردهة مركزية مضاءة بالسماء.

## المستشفيات
تعد الضاحية موطنًا لمستشفى: القديس يوسف من راهبات الصليب( Saint Joseph des Soeurs de la Croix)، الذي أسسه الأب جاك الموقر في عام 1952.

## المؤسسات الدينية
توجد العديد من الكنائس في الدورة، بما في ذلك كنيسة القديس يوسف وجمعية المسعى المسيحي للشباب التابعة لكنيسة عمانوئيل الإنجيلية الأرمنية.

## مواصلات
الدورة هي مركز نقل رئيسي للحافلات والحافلات الصغيرة وسيارات الأجرة إلى وجهات شمال بيروت.